# Simphiwe Dana
Simphiwe Dana (1980. január 23. –) dél-afrikai (xhosa) énekes, dalszerző.
Dzsesszt, afro-soult énekel, reppel,  klasszikus dalokat is előad. Az új Miriam Makebaként emlegetik.
2004-ben első,  „Zandisile” című albumával tört be a Dél-afrikai zenepiacra. Ezzel a debütáló albummal egyből elnyerte a legjobb Dél-afrikai dzsesszénekes címet.

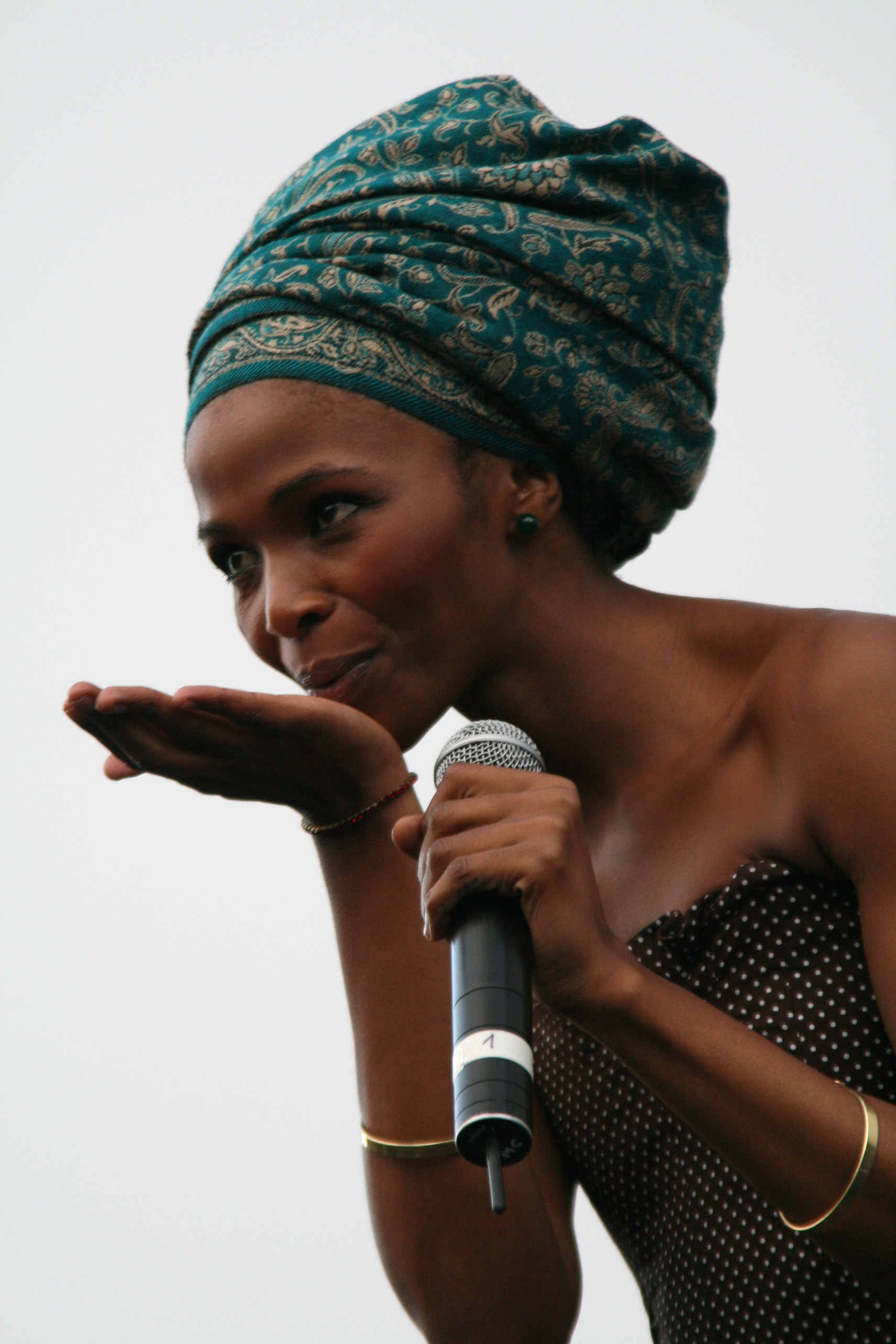
2007-ben, Bécsben

## Baleset
2005 szeptemberében a Vereenigingbe tartó útja során komoly közúti baleset érte. Éppen terhes volt. Kórházba került és rekonstruktív műtétre volt szüksége, de szerencsére egy egészséges kisfia született. Hosszú időbe telt az anyai szerep ellátása is a saját felgyógyulása mellett.

## Lemezek
- 2004: Zandisile
- 2006: The One Love Movement On Bantu Biko Street

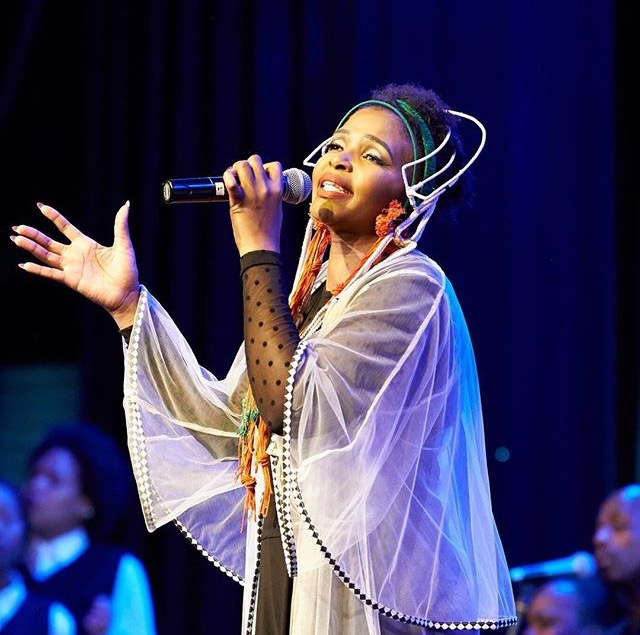

- 2010: Kulture Noir
- 2014: Firebrand